# Rhinns of Islay Lighthouse
Das Rhinns of Islay Lighthouse, auch Rinns of Islay Lighthouse oder deutsch Rhinns-of-Islay-Leuchtturm, ist ein Leuchtturm auf der schottischen Hebrideninsel Orsay. Die kleine, unbewohnte Insel liegt mehrere hunderte Meter südlich der Halbinsel Rhinns of Islay im Westen der Insel Islay. Auf Islay gegenüber liegen die Küstenorte Port Wemyss und Portnahaven. In den schottischen Denkmallisten ist der Leuchtturm in der Kategorie A gelistet. Er wurde 1825 von Robert Stevenson geplant und gebaut und ist wahrscheinlich der älteste zu Islay gehörige Leuchtturm.

## Beschreibung
Der aus verfugtem Bruchstein erbaute, runde Turm ragt nahe dem höchsten Punkt der unbewohnten und, mit Ausnahme einiger verfallener historischer Bauwerke, unbebauten Insel Orsay 45,7 m in die Höhe. Am Fuß durchmisst das Bauwerk 6,15 m und verjüngt sich wenig aber stetig über fünf Stockwerke nach oben. Die einzelnen Stockwerke sind nach außen optisch durch Steinbänder markiert und werden jeweils durch vier symmetrisch angeordnete Sprossenfenster beleuchtet. Eine Ausnahme bildet hierbei das oberste Stockwerk, das mit kleineren Rundfenstern ausgestattet ist. Die von dort aus aufsteigende Wendeltreppe führt zu der oberen Plattform. Diese umgibt die aus rautenförmigen Glasfragmenten zusammengesetzte Haube um das Leuchtfeuer, die sich heute wahrscheinlich noch weitgehend im Originalzustand befindet. Im Jahre 1896 wurde die Linsenoptik erneuert und das Leuchtfeuer schließlich 1978 elektrifiziert. Der ehemalige Brenner ist im Museum of Islay Life in Port Charlotte ausgestellt. Die Baukosten für den gesamten Komplex beliefen sich auf 8000 £.
Beidseitig des Turms sind Wohngebäude für die Wärterfamilien zu finden, die architektonische Merkmale des ausklingenden Georgianischen Zeitalters aufweisen. Von den Flachdächern der einstöckigen Wohnhäuser ragen oktogonale Kamine in die Höhe und Ziergiebel bekrönen die Nord-Ost-Fronten. Östlich des eigentlichen Komplexes wurde wahrscheinlich um das Jahr 1900 ein neues längliches Gebäude hinzugefügt, das neben Wohnräumen auch die Lager- und Maschinenräume umfasst.